# Rio Yodo

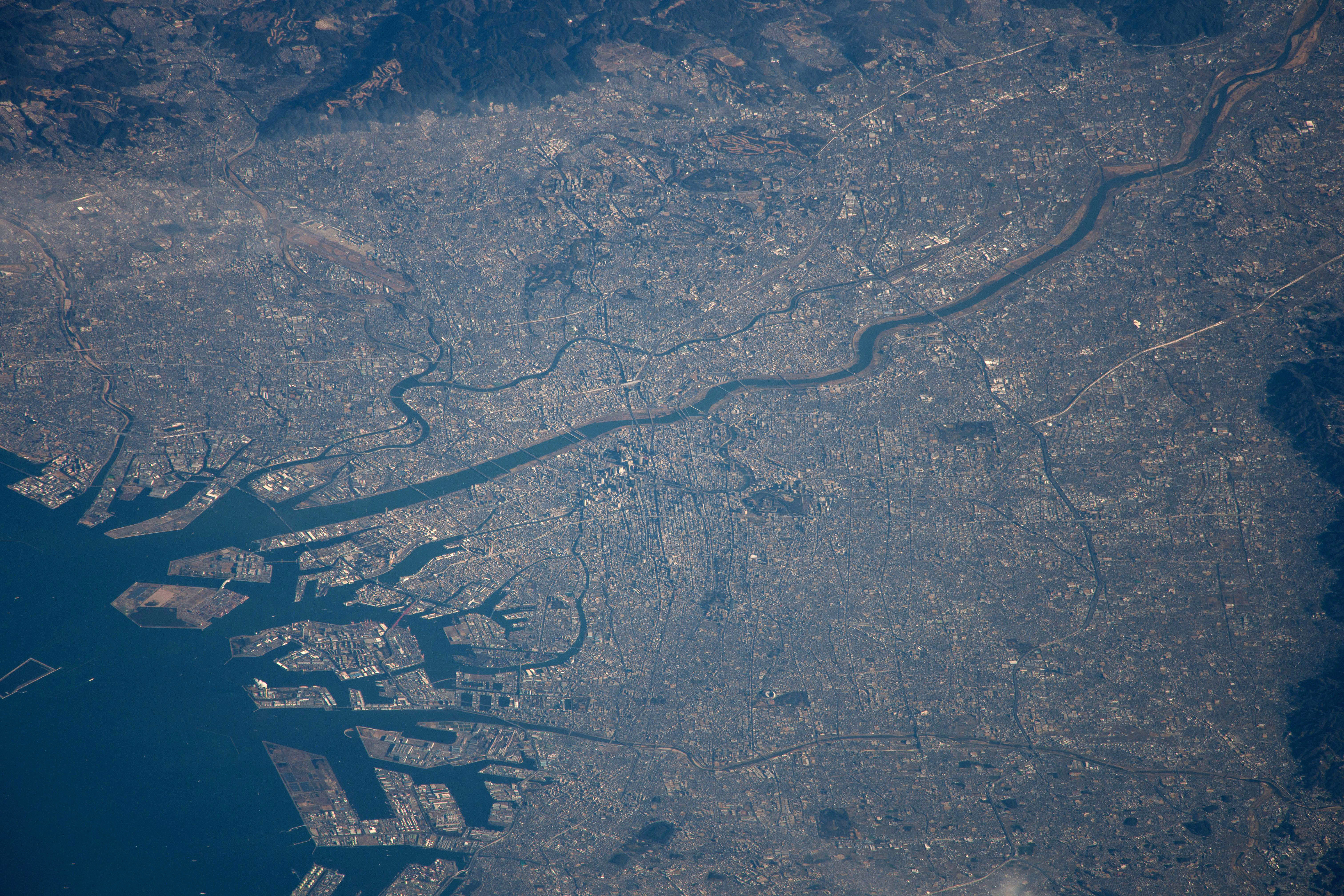
Vista aérea de Osaka e o rio Yodo

O  rio Yodo (淀川, Yodogawa), que em algumas secções do seu percurso toma os nomes de Seta (瀬田川 Seta-gawa) e Uji (宇治川 Uji-gawa), é um rio da ilha Honshu, no Japão, em cujo delta se encontra a cidade de Osaka. 
Nasce no lago Biwa, na província de Shiga, sob o nome de Seta. Ao unir-se ao rio Uji muda de nome para Yodo até desaguar na baía de Osaka.
Tem um regime tributário que inclui 965 rios e ribeiros, o que faz dele o rio com mais afluentes do Japão. A sua bacia cobre uma área de 8240 km². Tem um comprimento de 75,1 km, e um caudal médio de 163 m³/s.
É fonte de água para irrigação e é também usado para produção de energia no processo de hidroeletricidade.

## Ligações externas

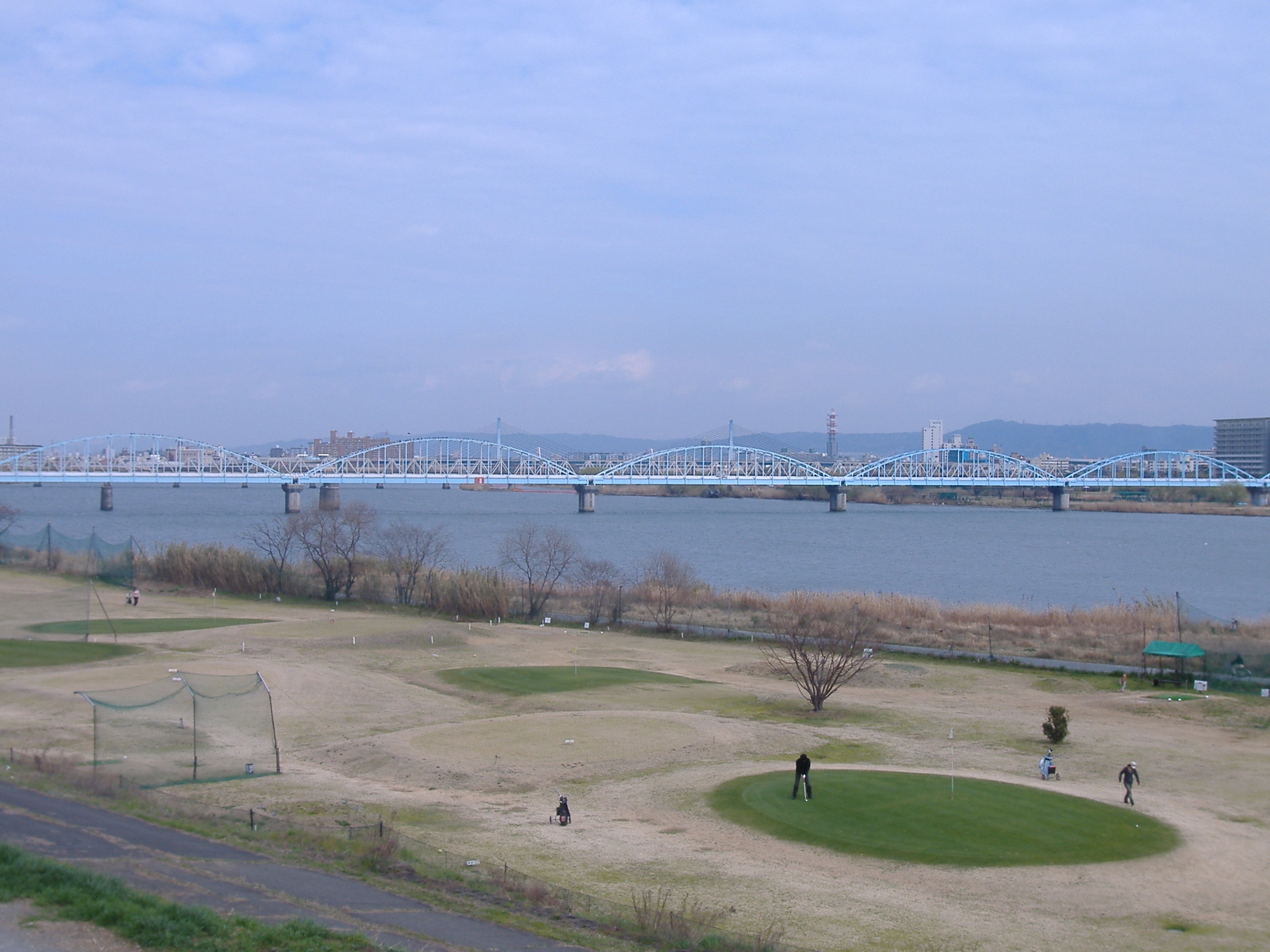
Campo de prática de golfe nas margens do rio Yodo, em Osaka.

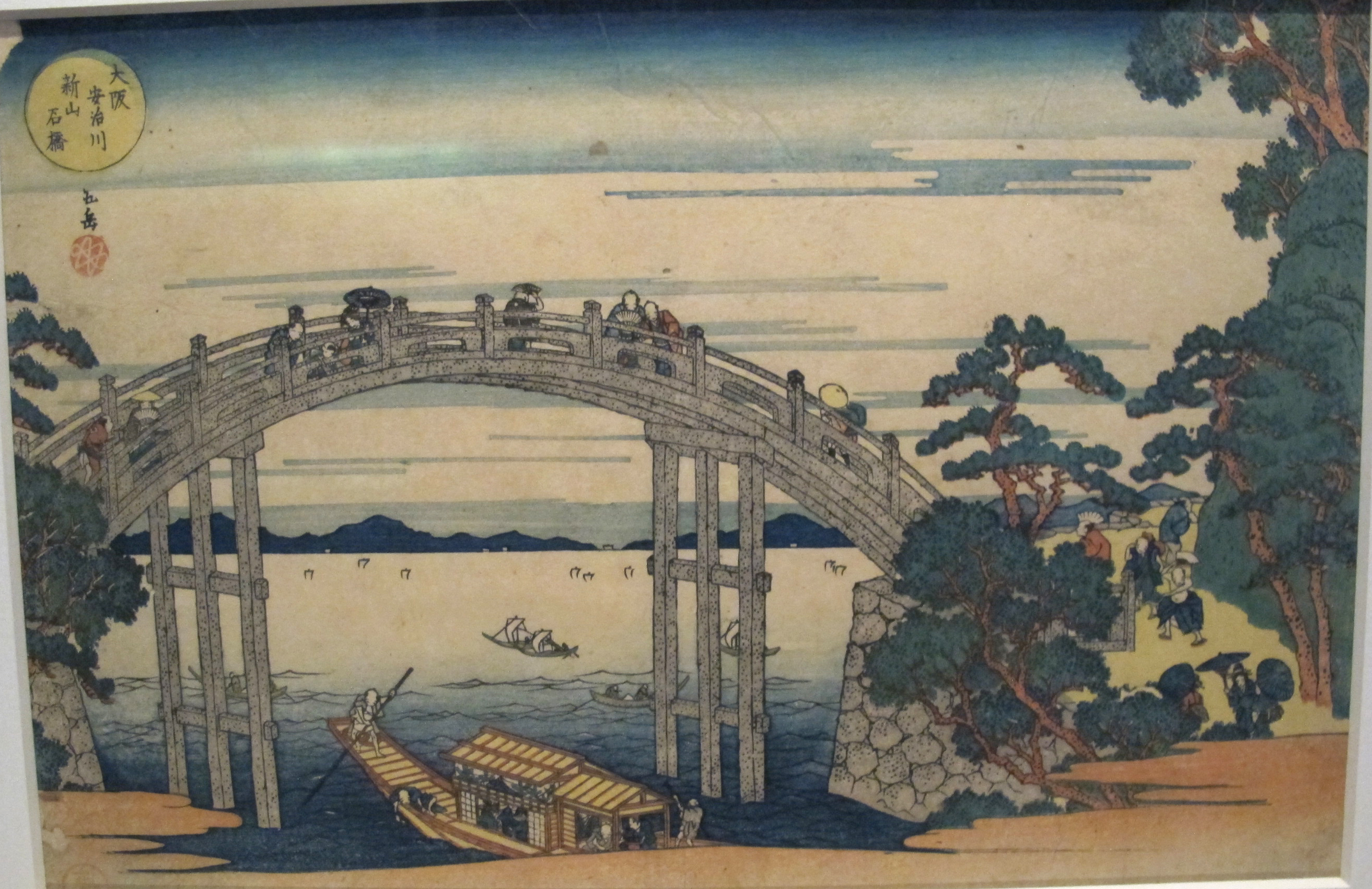
Yashima Gakutei.